# ليوسبورو (نيويورك)
ليوسبورو (بالإنجليزية: Lewisboro, New York)‏ هي بلدة أمريكية تقع في الولايات المتحدة في مقاطعة ويستتشستر، نيويورك. يقدر عدد سكانها بـ 12,411 نسمة ومساحتها 75.4 كم2 وترتفع عن سطح البحر 134 متر.

## أعلام
- ميريام يونغ
- آرثر ويليام براندت
- آر. جاي والش